# Гартленд (футбольний клуб)
«Гартленд» (англ. Heartland FC) — нігерійський футбольний клуб з міста Оверрі. Виступає в Прем'єр-лізі  Нігерії. Заснований 1976 року. Домашні матчі проводить на стадіоні «Дан Аньям», що вміщає 10 000 глядачів.

## Історія
Заснований 1976 року шляхом злиття під назвою «Спартанс», незабаром перейменований в «Івуаньянву Нейшнл». 2006 року клуб отримав свою сучасну назву «Гартленд».
«Гартленд» добився свого  найбільшого успіху 1988 року, здобувши «золотий дубль» та вийшовши у фінал Ліги чемпіонів КАФ 1988, де вдома йому вдалося перемогти 1-0, проте на полеі «ЕС Сетіфа» алжирці виявилися сильнішими, перемігши 4-0.

## Досягнення

### Місцеві
- Чемпіон Нігерії (5): 1987, 1988, 1989, 1990, 1993
- Володар Кубка Нігерії (3): 1988, 2011, 2012
- Володар Суперкубка Нігерії (2): 2011, 2012

### Міжнародні
- Фіналіст Ліги чемпіонів КАФ (2): 1988, 2009

## Відомі гравці
- Нванкво Кану
- Едді Лорд Домбрає
- Лакі Ідахор
- Айзек Окоронкво
- Вінсент Еньєама
- Уче Окечукву
- Уче Калу
- Уче Ікечукву
- Мічел Бабатунде